# Internationella brigaderna
Internationella brigaderna (spanska: Brigadas Internacionales) kallas de frivilligstyrkor som tjänstgjorde i Spanska republikens försvarsmakt under spanska inbördeskriget 1936–1939. Soldater i brigaderna var medborgare från andra länder som sympatiserade med republiken, mestadels från den politiska vänstern men även liberaler och politiskt obundna. Totalt tros mellan 32 000 och 35 000 frivilliga ha tjänstgjort i brigaderna under kriget, men aldrig mer än 20 000 på en och samma gång. Ytterligare 10 000 utlänningar beräknas ha deltagit som icke-stridande stödpersonal.

## Historia

### Bakgrund och rekrytering

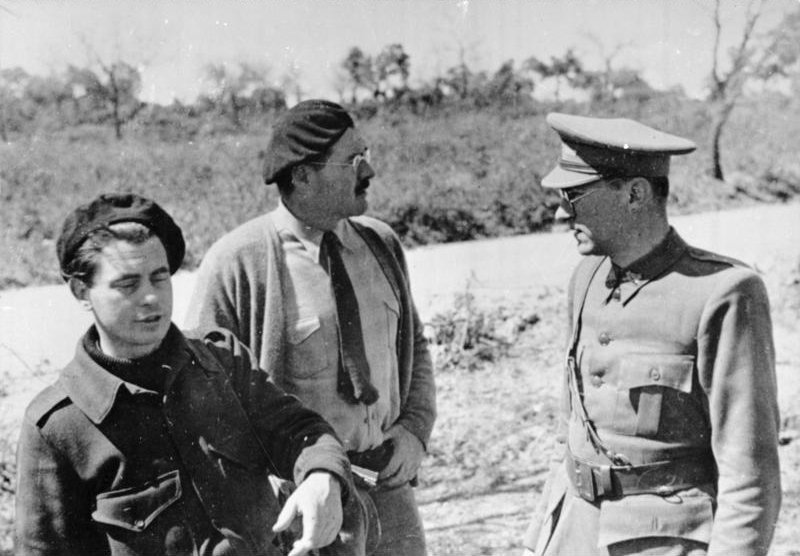
Joris Ivens, Ernest Hemingway och XI internationella brigadens stabschef Ludwig Renn. Fotografi från 1936.

Idén till att försöka rekrytera utländska frivilliga att stödja regeringssidan mot Francisco Francos nationalister lär ha kommit från Franska kommunistpartiets ledare Maurice Thorez och föreslogs officiellt av Willi Münzenberg, Kominterns propagandaansvarige i Västeuropa, i september 1936. Därefter skulle kommunistpartierna i olika länder organisera rekryteringen av frivilliga, och man förhandlade fram en överenskommelse med den spanska regeringen trots att premiärminister Francisco Largo Caballero inledningsvis var skeptisk till förslaget. Inofficiellt gav Sovjetunionen organisatoriskt stöd men officiellt höll sig landet till bestämmelserna i Noninterventionskommittén, som hade upprättats av Europas länder i september 1936 för att försöka begränsa den utländska inblandningen i spanska inbördeskriget.
Ledande personer som deltog i samordningen av rekryteringen inkluderade André Marty, Luigi Longo, Giuseppe Di Vittorio, Milovan Đilas och Josip Broz Tito. Det mesta av den internationella samordningen skedde i Paris varifrån de frivilliga med tåg transporterades över gränsen till Spanien med slutdestination Albacete. 9 oktober 1936 uppställdes så den första av de internationella brigaderna, XI internationella brigaden, under Manfred Sterns befäl. De frivilliga indelades efter språk eller nationalitet i bataljoner som sedan ingick i en av brigaderna. De allra första bataljonerna var den fransk-belgiska André Marty-bataljonen, den polska Dabrowskibataljonen och den tysk-österrikiska Edgar André-bataljonen. Dessa tre bataljoner utgjorde grunden till XI internationella brigaden och utkommenderades i november 1936 till försvaret av Madrid.

### Brigaderna i fält

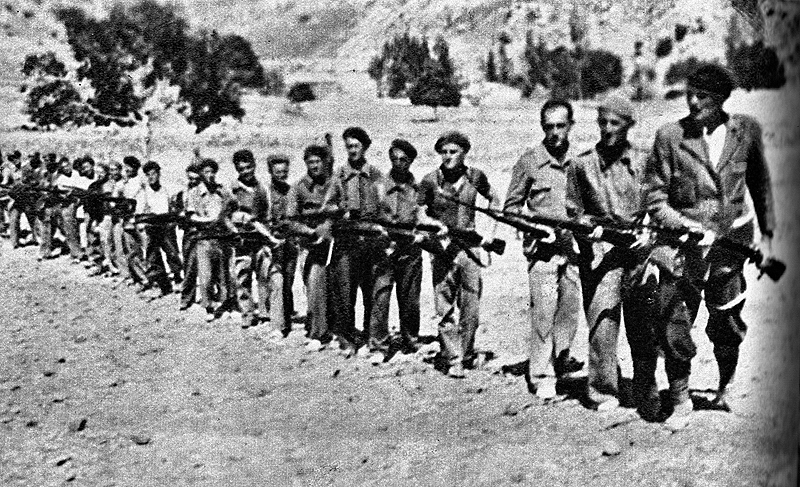
Jugoslaviska frivilliga i Djure Djakovic-bataljonen, 129:e brigaden

Nationalisternas anfall mot Madrid 1936–1937 slogs tillbaka till stor del av de över 40 000 regeringssoldater som redan fanns på plats, men trots att de bara var drygt 3000 uppmärksammades Internationella brigadernas stöd stort internationellt och höjde även stridsmoralen på regeringssidan. Till de utländska frivilligas nackdel verkade dock språkförbistringar, brist på ordentlig militär utbildning och brist på artilleri- och pansarunderstöd. Mot yrkessoldaterna i Spanska främlingslegionen och Afrikaarmén, understödda av Nazityskland och Italien, led de brokiga skaror frivilliga som utgjorde Internationella brigaderna ofta kostsamma förluster. Trots det uppnåddes också segrar i fält; i slaget vid Jarama kunde republikanska trupper med brigadernas stöd begränsa nationalisternas frammarsch över floden om än till ett högt pris, bland annat dödades över hälften av soldaterna i den engelskspråkiga Shapurji Saklatvala-bataljonen. I slaget vid Guadalajara i mars 1937 slog republikanerna med de utländska frivilligas hjälp tillbaka Mussolinis expeditionskår.

### Upplösning och de frivilligas evakuering
Internationella brigaderna deltog i republikens sista offensiv, slaget vid Ebro, som varade juli-november 1938. Efter avgörande nederlag vintern 1937–1938 hade republikanernas situation försämrats radikalt. Korsandet av floden Ebro utfördes i huvudsak av reguljära regeringstrupper, men även XIV internationella brigaden deltog i striderna. Republikanerna misslyckades dock att fortsätta offensiven väster om floden och drevs tillbaka av överlägsna nationaliststyrkor understödda av tyskt och italienskt bombflyg. Tillbakagångarna, och påtryckningar från Europas stormakter genom Nationernas förbund, fick premiärminister Juan Negrín att 21 september 1938 beordra att Internationella brigaderna skulle upplösas och de utländska frivilliga skickas hem. Beslutet hjälpte knappast republiken militärt utan grundades i förhoppningar om att Nazityskland och Italien i gengäld skulle upphöra med sitt stöd till nationalisterna, och att Storbritannien och Frankrike skulle låta häva Noninterventionskommitténs vapenembargo mot Spanien.
Många utländska frivilliga i Internationella brigaderna lämnade Spanien under Nationernas förbunds överinseende, en farvälparad i Barcelona hölls den 17 oktober 1938 där Spaniens president och premiärminister närvarande. Andra utlänningar integrerades i delar av den reguljära spanska militären och fortsatte strida. Ytterligare andra flydde på egen hand över gränsen till Frankrike efter Katalonienoffensiven vintern 1938–1939. Vid tiden för Internationella brigadernas upplösning beräknades cirka 10 000 utlänningar tjänstgöra för republiken medan nationalisterna till sitt förfogande hade cieka 50 000 utlänningar (exklusive 30 000 marockanska soldater).
De som stannade kvar och tillfångatogs av nationalisterna hamnade i spanska koncentrationsläger, där man med inspiration från de tyska nazisterna utförde rasbiologiska experiment som syftade till att finna "fysiska deformationer" hos marxistiska anhängare. En fångutväxling genomfördes 1938 där en grupp tillfångatagna britter släpptes i gengäld mot att italienska expeditionssoldater som hölls i Storbritannien släpptes. De allra flesta ur Internationella brigaderna lämnade dock snabbt Spanien då det var tydligt att republiken skulle falla.

### Efter hemvändande eller exil
På grund av det politiska läget i många länder var bemötandet av de hemvändande frivilliga inte sällan strängt. De som flydde till Frankrike internerades i fångläger längs Medelhavskusten och den franska regeringen hotade de otaliga tyskar som fanns bland fångarna med utvisning till Nazityskland om de inte godtog fångenskapen. Länder som Ungern, Bulgarien och Jugoslavien styrdes av auktoritära högerregeringar och frivilliga från dessa länder kunde därför inte återvända utan fick fly till bland annat Storbritannien. Belgiska och holländska frivilliga blev av med sina medborgarskap då de hade stridit för en främmande makts armé. Frivilliga från USA misstänkliggjordes som kommunistsympatisörer och underkastades intensiv övervakning från FBI och diverse kongressutskott, inte minst under röda faran. På samma sätt övervakades hemvändande frivilliga i Kanada för "politisk opålitlighet" och svartlistades så de inte kunde få nya anställningar. I Schweiz ställdes hemvändande frivilliga inför militärdomstol för att ha riskerat landets neutralitet och många dömdes till fängelse och fråntogs sina politiska rättigheter. Många av dem som internerats i Frankrike skickades till koncentrationsläger efter ockupationen av Frankrike 1940 medan andra hann fly och gick med den franska motståndsrörelsen.
Medan inbördeskriget pågick stödde Stalin, om än halvhjärtat, den republikanska sidan men när hundratals flyende frivilliga, av olika nationaliteter, mot slutet av 1930-talet anlände i Sovjetunionen arresterades de av NKVD och deporterades till arbetsläger i Sibirien. Efter andra världskriget lät Stalin runtom i östblocket hålla skenrättegångar mot veteraner från Internationella brigaderna varav många dömdes till livstids fängelse eller döden för spioneri eller sabotage. Först i och med avstaliniseringen på 1950-talet frisläpptes i öststaterna veteraner ur Internationella brigaderna. På den 20:e partikongressen fördömde den nye sovjetiske ledaren Nikita Chrusjtjov de stalinistiska utrensningarna inom Röda armén som bland annat resulterat i att sovjetiska officerare som fått krigserfarenhet i spanska inbördeskriget hade likviderats. Efter avstaliniseringen började man i östblocket hylla Internationella brigaderna som en symbol för internationell solidaritet och antifascism, men först på senare år har officiellt erkännande till veteranerna givits i andra länder. 1996 gavs veteraner i Spanien och Frankrike officiellt medborgarskap för sina insatser. År 2003 respektive 2009 rehabiliterades de överlevande veteranerna i Luxemburg och Schweiz.

## Svenska Spanienfrivilliga

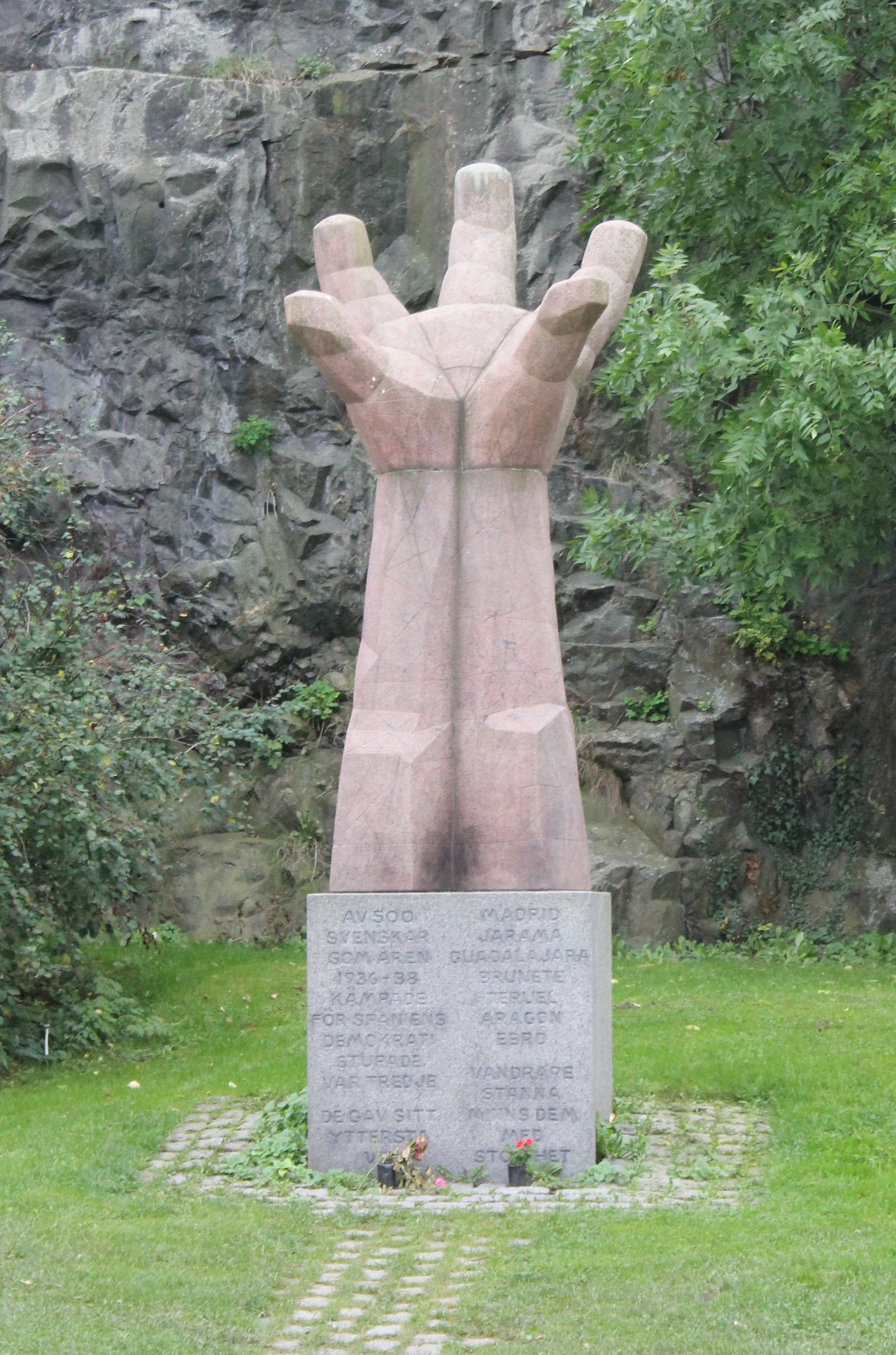
Monumentet La Mano av Liss Eriksson på Katarinavägen i Stockholm står som minne över de svenskar som dog i spanska inbördeskriget.

I Sverige rådde förbud att resa till Spanien. Trots det anslöt sig många svenskar till brigaderna. En vanlig benämning på dessa var Spanienfrivilliga. Bland dem fanns också anarkister som Nisse Lätt, redaktör för tidningen Brand. Av de drygt 600 svenska brigadisterna stupade 164. I oktober 1937 bildades Frontkämparnas stödfond. Fondens uppgift var att ge de frivilliga materiellt och moraliskt stöd. Av stödfonden fick de, som inte hade andra möjligheter, ett visst bidrag till uppehället under den första tiden. I april 1939 bildades Svenska Frontkämpeförbundet och på 1950-talet bildades organisationen Svenska Spanienfrivilligas Kamratförening. Organisationen kom att bedriva en omfattande verksamhet, bland annat utgivningen av För ett fritt Spanien, fram till nedläggningen 1994. Sedan år 2002 finns föreningen Svenska Spanienfrivilligas Vänner. Spanienfrivillige Helmut Kirschey samt Greta Segerson, veteran från Spanienhjälpen, var initiativtagare. I oktober 2008 avled Karl Staf och i november 2008 avled den siste spanienfrivillige svensken, sjömannen och fiskaren Ernst Larsson. 
I Stockholm finns sedan 1977 monumentet La Mano av Liss Eriksson på Katarinavägen i Stockholm till minne av de spanienfrivilliga. Innan beslut var fattat om kommunal finansiering hade Svenska Spanienfrivilligas Kamratförening i ett upprop i januari 1975 vädjat till föreningar och enskilda om ekonomiskt stöd för monumentet. Dåvarande statsminister Olof Palme stod som en av undertecknarna, i egenskap av Socialdemokraternas partiordförande. I Göteborg finns sedan 1993 ett minnesmärke av Torsten Renqvist med inskriptionen "Till minne av de spanienfrivilliga 1936-1939". Renqvists verk tillkom 1978-1979 och hade ursprungligen titeln "Sentida kors". Monumentet kom senare att flyttas från Esperantoplatsen till Masthuggstorget. Efter att de båda monumentet invigts har minnesmanifestationer anordnats på 1 maj i anslutning till monumenten. 
1995 beslutade den spanska regeringen och det spanska parlamentet (cortes) om att göra de ännu levande frivilliga i de Internationella brigaderna till hedersmedborgare i Spanien. Åtta överlevande svenskar deltog i en medborgarskapsceremoni i cortes. I oktober 2022 antogs Lagen om det demokratiska minnet i Spanien. Enligt lagen kan efterlevande till frivilliga i Internationella brigaderna, som har ”arbetat kontinuerligt för att sprida minnet av deras förfäder och försvaret av demokratin i Spanien”, ansöka om spanskt medborgarskap utan att behöva säga upp sitt nuvarande medborgarskap. Pedro Sanchez koalitionsregering har tackat de svenska spanienfrivilliga i hälsningar och anföranden i Stockholm..

## Kända brigadister
- Willi Bredel, chef för Akademie der Künste i Östtyskland
- Josip "Tito" Broz, Jugoslaviens premiärminister och president 1945–1980
- Luigi Longo, italiensk kommunistisk politiker
- George Orwell, brittisk författare och journalist (stred för POUM-milisen)
- Frank Ryan, IRA-veteran från irländska inbördeskriget
- Mehmet Shehu, Albaniens premiärminister 1954-1981
- David Alfaro Siqueiros, mexikansk muralmålare
- Bengt Segerson
- Olle Meurling